# Дорога (фильм, 1982)
Доро́га (тур. Yol, англ. The Way, англ. The Road — оба английских названия использовались в международном прокате) — драматический фильм 1982 года турецких режиссёров Йылмаза Гюнея и Шерифа Гёрена. Призёр Каннского кинофестиваля 1982 года.

## Сюжет
Фильм рассказывает истории нескольких заключённых, отпущенных из тюрьмы на свободу на одну неделю, и показывает Турцию после военного переворота 1980 года.
Сейит Али (Тарык Акан) возвращается домой, но обнаруживает, что его жена (Шериф Сезер) стала проституткой. Её семья нашла неверную, и держит в заточении, чтобы Али мог убить её, смыв позор. Сначала он так и хочет сделать, но вскоре меняет своё решение и прикладывает все силы, чтобы она осталась в живых. Ему это не удаётся. Теперь, хотя на него уже не смотрят косо члены его семьи, да и у правосудия нет к нему претензий, Али возвращается в тюрьму.
Мехмет Салих (Халил Эргюн) был арестован за попытку грабёжа. На том «деле» был застрелен его сообщник, брат жены. Родственники со стороны погибшего винят во всём Мехмета, и не желают больше его знать. Мехмет рассказывает правду своей жене Эмине (играет Мераль Орхонсай), та верит ему, и они вдвоём убегают от всех на поезде. В туалете поезда они занимаются долгожданным сексом, но едва не растерзаны толпой, которая поняла, что там происходит. Спасшись и от разъярённой толпы, и от представителей закона, они оба застрелены юношей из семьи Эмине.
Омер (Неджметтин Джобаноглу) возвращается в родную приграничную деревню. В связи с близостью к границе, в его деревне хорошо развит контрабандный трафик. Оомер готовится нелегально перейти границу, чтобы не возвращаться в тюрьму, он со всеми договорился и всё уладил, но в последний момент он отказывается от своего плана, так как его брата убивают во время очередной контрабандной вылазки. Согласно традиции, Оомер женится на вдове и усыновляет их детей.

## Награды и номинации
Помимо Золотой пальмовой ветви на том же Каннском фестивале 1982 года фильм получил ещё две награды. Кроме того, в 1983-84 гг. фильм номинировался ещё на четыре награды в разных странах, и выиграл две из них.

## Премьерный показ в разных странах[3]
- Франция — май 1982 (Каннский кинофестиваль); 1 сентября 1982 — широкий экран
- США — 6 октября 1982 (кинофестиваль в Нью-Йорке)
- Испания — 24 ноября 1982 (только в Мадриде)
- ФРГ — 3 декабря 1982
- Финляндия, Швеция — 25 декабря 1982
- Австралия — 28 июля 1983
- Венгрия — 29 октября 1983
- Япония — 23 февраля 1985
- Турция — 12 февраля 1999
- Чехия — 4 июля 2004 (кинофестиваль в Карловых Варах)

## Производство
Йылмаз Гюней не смог реализовать свой сценарий под названием «Байрам», в котором говорится о 10 заключённых в отпуске, поскольку находился в тюрьме по обвинению в убийстве. Его компания Güney Film не смогла профинансировать производство. После того, как Cactus Film дала деньги, а сценарий сократили, первый вариант фильма был снят Эрденом Кыралом, но впоследствии был уничтожен.
Второй вариант, по большей части, снимал Шериф Гёрен, строго следуя инструкциям Гюнея. Вскоре Гюней совершил побег, посмотрел фильм и остался недоволен работой, после чего переделал и дополнил картину, находясь во Франции, где ему предоставили политическое убежище. Фильм показывает Турцию после военного переворота 1980 года, поэтому был принят на родине весьма неоднозначно и был запрещён к показу вплоть до 1999 года из-за негативного изображения Турции, которая находилась под контролем военной диктатуры. Ещё более противоречивым было ограниченное использование курдского языка, музыки и культуры (которые в то время были запрещены здесь же), а также изображение трудностей, которые курды переживают там же. В одной из сцен фильма деревня Омера даже названа «Курдистан».
Новая версия фильма была выпущена в 2017 году под названием Yol: The Full Version, в ней были убраны многие из спорных частей и сцен, чтобы сделать фильм подходящим для выпуска в Турции. Для демонстрации на турецком стенде в Каннах 2017 вставка Курдистана была удалена. Критики говорили, что это шло вразрез с пожеланиями режиссёра Йылмаза Гюнея и называли произошедшее «цензурой». Кадр, показывающий «Кюрдистан», а также политическая сцена, в которой Омер говорит о трудностях курдского происхождения, были удалены.